# Razdolje (rejon kurczatowski)
Razdolje (ros. Раздолье) – chutor w zachodniej Rosji, w sielsowiecie kostielcewskim rejonu kurczatowskiego w obwodzie kurskim.

## Geografia
Miejscowość położona jest 10 km od centrum administracyjnego sielsowietu kostielcewskiego (Kostielcewo), 27 km od centrum administracyjnego rejonu (Kurczatow), 42,5 km od Kurska.

## Demografia
W 2010 r. miejscowość zamieszkiwała jedna osoba.